# Club Sportif Sfaxien
Club Sportif Sfaxien (arab. النادي الرياضي الصفاقسي, an-Nādī ar-Riyāḍī aṣ-Ṣafāqusī) – tunezyjski klub piłkarski, grający obecnie w pierwszej lidze, mający siedzibę w mieście Safakis, leżącym nad Morzem Śródziemnym.

## Historia
Klub został założony w 1928 roku jako Club Tunisien i nowej drużynie nadano zielono-czerwone barwy. W 1947 roku awansował do pierwszej ligi tunezyjskiej. W 1950 roku utworzono pierwszą sekcję kibiców, a jej założycielem był Béchir Fendri. W 1962 roku doszło do zmiany nazwy klubu na Club Sportif Sfaxien, która obowiązuje do dziś oraz zmieniono barwy klubu na biało-czarne.
Pierwszy raz mistrzem Tunezji Sfaxien został w 1969 roku. W 1978 roku klub obchodził 50-lecie istnienia i wtedy też wywalczył mistrzostwo kraju, swoje trzecie w historii. Duży w tym udział mieli ówcześni reprezentanci Tunezji Hamadi Agrebi, Mohamed Ali Akid i Mokhtar Dhouieb.
W listopadzie 1998 roku Sfaxien zdobył Puchar CAF wygrywając w finale 3:0 i 1:0 z senegalskim Jeanne D’Arc Dakar. W 2006 roku dotarł do finału Afrykańskiej Ligi Mistrzów – 1:1 i 0:1 z egipskim Al-Ahly Kair. W 2007 roku awansował do finału Pucharu Konfederacji CAF i wygrał go dzięki dwóm zwycięstwom (4:2 i 1:0) nad sudańskim Al-Merrikh.

## Sukcesy
- 1. liga
  - mistrzostwo: 1969, 1971, 1978, 1981, 1983, 1995, 2005, 2013
- Puchar Tunezji
  - zwycięstwo: 1971, 1995, 2004, 2009, 2019, 2021, 2022
- Puchar Ligi Tunezyjskiej
  - zwycięstwo: 2003
- Afrykańska Liga Mistrzów
  - finał: 2006
- Puchar Konfederacji CAF
  - zwycięstwo: 2007, 2008, 2013
  - finał: 2010
- Puchar CAF
  - zwycięstwo: 1998
- Arabska Liga Mistrzów
  - zwycięstwo: 2004
- Arabski Puchar Mistrzów
  - zwycięstwo: 2000

## Piłkarze

### Obecny skład
Stan na 19 stycznia 2023
| Nr | Poz. | Piłkarz              |
| -- | ---- | -------------------- |
| 1  | BR   | Mohamed Hedi Gaaloul |
| 3  | OB   | Mohamed Nasraoui     |
| 6  | PO   | Hussein Ali Al-Saedi |
| 11 | NA   | Hazem Haj Hassen     |
| 12 | PO   | Haroun Ben Ameur     |
| 13 | PO   | Abdallah Amri        |
| 14 | PO   | Fares Neji           |
| 16 | BR   | Sabri Ben Hassen     |
| 17 | NA   | Bechir Ghariani      |
| 18 | OB   | Alaa Ghram           |

| Nr | Poz. | Piłkarz          |
| -- | ---- | ---------------- |
| 23 | PO   | Chadi Hammami    |
| 28 | OB   | Mohamed Hamrouni |
| 29 | NA   | Achref Habbassi  |
| 30 | BR   | Aymen Dahmen     |
| 31 | NA   | Ismail Diakhité  |
| 32 | OB   | Naby Camara      |
| 35 | OB   | Mahmoud Ghorbel  |
| 38 | PO   | Anas Alshibl     |
| 39 | NA   | Iyed Belwafi     |